# Antiproton
Antiproton (oznaka p) se od protona razlikuje po tom što ima suprotan električni naboj i što mu je magnetski moment suprotno orijentiran prema spinu. Antiprotoni su stabilni, ali obično su kratkotrajni, jer svaki sudar protona uzrokuje uništavanje obje čestice u navalu energije. Postojanje antiprotona ustanovili su pokusima s pomoću ubrzivača čestica bevatron (1955.) Emilio Segrè i Owen Chamberlain, za što su 1959. dobili Nobelovu nagradu za fiziku.

## Bevatron
Bevatron (BeV: bilijun elektronvolta + [synchro]tron) je sinkrotronski ubrzivač čestica, energije 6 GeV, koji je radio (od 1954. do 2009.) na Kalifornijskom sveučilištu Berkeleyu (eng. Lawrence Berkeley National Laboratory). Ubrzavao je protone koji su se kad postignu željene brzine sudarali s nepomičnom metom i u sudaru stvarali nove subatomske čestice. S pomoću njega pokusima je potvrđeno postojanje antiprotona (1955.) i antineutrona (1956.), istraživani su pioni, čudne čestice i drugo.

## Antičestice
Općenito se temeljne subatomske čestice mogu podijeliti na prijenosnike sila (baždarne bozone), te na čestice tvari (leptone i kvarkove). Teorija elementarnih čestica pridružuje svakoj čestici i pripadnu nabojno konjugiranu česticu, takozvanu antičesticu. To je shvaćanje potvrđeno 1932. otkrićem pozitrona, čestice koja ima sva svojstva elektrona, ali za razliku od njega ima pozitivni električni naboj. Čestica i pripadna antičestica imaju istu masu, spin i vrijeme poluraspada, ali suprotan električni naboj ili magnetski moment, odnosno okus (e– i e+, neutron i antineutron). Antičestica može biti identična samoj čestici, kao na primjer u slučaju neutralnoga π-mezona (π0), dok se u slučaju neutralnoga kaona čestica i antičestica razlikuju u kvarkovskom okusu (stranosti). Općenito, električki neutralne čestice mogu imati antičestice koje se od njih razlikuju u jednom od više kvarkovskih naboja, ili se razlikuju (na primjer neutrino) u smjeru vrtnje.